# Terrace House: Boys & Girls in the City
Terrace House: Boys & Girls in the City (テラスハウス ボーイズ＆ガールズ イン・ザ・シティ) è un reality giapponese del franchise Terrace House. Trasmesso in anteprima su Netflix come programma originale il 2 settembre 2015. La serie è una coproduzione di Netflix e Fuji, trasmesso dalla Fuji Television in Giappone.

## Cast

### Cast principale
- Makoto Hasegawa (長谷川慎), Makocchan, studente universitario e giocatore di baseball, 21 novembre 1993, 22 anni (episodi 01-11)
- Minori Nakada (中田みのり) Minori, studentessa universitaria e modella, 1 febbraio 1994, 21 anni (episodi 01-24)
- Yuki Adachi (安達雄基) Yuki / Tap, Ballerino di tip tap, 19 agosto 1987, 27 anni (episodi 01-17)
- Mizuki Shida (信太美月) Mizuki / Barista, impiegata, 8 dicembre 1992, 22 anni (episodi 01-17)
- Tatsuya Uchiara (内原達也), Uchi, hair stylist, 22 dicembre 1991, 23 anni (episodi 01-24)
- Yuriko Hayata (早田悠里子), Yuriko / Yuri, studentessa di medicina, 6 aprile 1992, 23 anni (episodi 01-13)
- Arman Bitaraf (ビタラフ・アルマン), Ah-man, aspirante vigile del fuoco, 4 dicembre 1990, 24 anni (episodi 11-46)
- Arisa Ohata (大畑ありさ) Arisa, hat designer, 5 ottobre 1990, 25 anni (episodi 13-28)
- Hikaru Ota (太田光る), Hikaru, modello, 1 marzo 1997, 18 anni (episodi 19-32)
- Natsumi Saito (斎藤夏美), Nacchan, modella, 25 luglio 1989, 26 anni (episodi 19-32)
- Misaki Tamori (田森美咲), Misaki, Intrattenitrice (Ebisu Muscats), 25 giugno 1992, 23 anni (episodi 24-46)
- Yuto Handa (半田悠人), Han-san, architetto, 11 novembre 1988, 27 anni (episodi 25-35)
- Riko Nagai (永井理子), Rikopin, studentessa liceale e modella di rotocalchi, 21 dicembre 1997, 18 anni (episodi 29-46)
- Momoka Mitsunaga (光永百花), Momo-chan, ballerina, 11 maggio 1995, 20 anni (episodi 32-39)
- Hayato Terashima (寺島速人), Hayato-kun, apprendista chef, 27 gennaio 1987, 29 anni (episodi 32-46)
- Yuuki Byrnes (バーンズ勇気), Yuuki, ballerino di hip hop, 27 dicembre 1992, 23 anni (episodi 36-46)
- Masako Endo (遠藤政子), Martha, modella, 9 agosto 1993, 23 anni (episodi 39-46)

### Apparizioni speciali
- Seina Shimabukuro (島袋聖南) (Boys × Girls Next Door) modella al GirlsAward
- Daiki Miyagi (宮城大樹) (Boys × Girls Next Door) impiegato alla palestra Target
- Ippei Shima (島一平) (Boys × Girls Next Door) impiegato alla palestra Target
- Kurumi Nakada (中田クルミ) sorella maggiore di Minori

## Episodi

### Parte 1
| N° | Titolo                          | data uscita Netflix | data uscita televisiva |
| -- | ------------------------------- | ------------------- | ---------------------- |
| 1  | "New Boys, New Girls, New City" | 2 settembre 2015    | 12 ottobre 2015        |
| 2  | "Three Crushes"                 | 7 settembre 2015    | 19 ottobre 2015        |
| 3  | "Dream Police"                  | 14 settembre 2015   | 26 ottobre 2015        |
| 4  | "In Tears Again"                | 21 settembre 2015   | 2 novembre 2015        |
| 5  | "Eenie Meenie Miney Mo"         | 5 ottobre 2015      | 9 novembre 2015        |
| 6  | "All Screwed Up"                | 12 ottobre 2015     | 16 novembre 2015       |
| 7  | "Showing His True Colors"       | 19 ottobre 2015     | 23 novembre 2015       |
| 8  | "Late Night Poolside"           | 26 ottobre 2015     | 30 novembre 2015       |
| 9  | "What a Good Day!"              | 9 novembre 2015     | 7 dicembre 2015        |
| 10 | "Before He Says the Word..."    | 16 novembre 2015    | 14 dicembre 2015       |
| 11 | "Boy from the Rainbow State"    | 23 novembre 2015    | 11 gennaio 2016        |
| 12 | "Is She Just Best of Three?"    | 30 novembre 2015    | 18 gennaio 2016        |
| 13 | "Who Will Survive?"             | 14 dicembre 2015    | 25 gennaio 2016        |
| 14 | "Ikujinashi"                    | 21 dicembre 2015    | 1º febbraio 2016       |
| 15 | "Heating Up for Someone Else"   | 28 dicembre 2015    | 8 febbraio 2016        |
| 16 | "Magic Spell Costco"            | 4 gennaio 2016      | 15 febbraio 2016       |
| 17 | "Anywhere for You"              | 11 gennaio 2016     | 22 febbraio 2016       |
| 18 | "Worst Date Ever"               | 25 gennaio 2016     | 29 febbraio 2016       |

#### Episodio 1: "New Boys , New Girls, New City"
Tre nuovi ragazzi (Makoto, Yuki, Uchi) e tre nuove ragazze (Minori, Mizuki, Yuriko) si trasferiscono a Terrace House. Dopo essersi presentati, vanno a fare la spesa e preparano la loro prima cena insieme nella casa. 

### Parte 2
| 19 | "A Christmas Nightmare"             | 8 febbraio 2016   | 11 aprile 2016    |
| 20 | "Scissorhands"                      | 15 febbraio 2016  | 18 aprile 2016    |
| 21 | "Casa of Poke Bowl"                 | 22 febbraio 2016  | 25 aprile 2016    |
| 22 | "Case of the Meat"                  | 29 febbraio 2016  | 2 maggio 2016     |
| 23 | "No Use Crying over Meat"           | 14 marzo 2016     | 9 maggio 2016     |
| 24 | "New It-Girl in the City"           | 21 marzo 2016     | 16 maggio 2016    |
| 25 | "Mr. Perfect in the City"           | 28 marzo 2016     | 23 maggio 2016    |
| 26 | "Love Is in the Air"                | 4 aprile 2016     | 30 maggio 2016    |
| 27 | "Always Smiling with You"           | 11 aprile 2016    | 6 giugno 2016     |
| 28 | "Cry, Cry, Cry"                     | 18 aprile 2016    | 13 giugno 2016    |
| 29 | "Nightie Nightmare"                 | 25 aprile 2016    | 20 giugno 2016    |
| 30 | "Girl's Decision in Love"           | 9 maggio 2016     | 27 giugno 2016    |
| 31 | "Natsumi & Fuyumi"                  | 23 maggio 2016    | 4 luglio 2016     |
| 32 | "Shall We Pas de Deux?"             | 30 maggio 2016    | 11 luglio 2016    |
| 33 | "First Dip in the Pool"             | 6 giugno 2016     | 18 luglio 2016    |
| 34 | "Hamburg × Hamburg"                 | 13 giugno 2016    | 25 luglio 2016    |
| 35 | "Bye Bye Mr. Perfect"               | 27 giugno 2016    | 2 agosto 2016     |
| 36 | "Byrnes Sandwich"                   | 4 luglio 2016     | 9 agosto 2016     |
| 37 | "Slow Down Your Love"               | 11 luglio 2016    | 16 agosto 2016    |
| 38 | "Quick to Say I Love You"           | 18 luglio 2016    | 23 agosto 2016    |
| 39 | "Rocket Girl Dives into Love"       | 2 agosto 2016     | 30 agosto 2016    |
| 40 | "Midsummer Intimacy"                | 9 agosto 2016     | 6 settembre 2016  |
| 41 | "Better Luck This Time"             | 16 agosto 2016    | 13 settembre 2016 |
| 42 | "Fragile Boy, Fragile Girl"         | 23 agosto 2016    | 20 settembre 2016 |
| 43 | "Kiss and Tell"                     | 6 settembre 2016  | 4 ottobre 2016    |
| 44 | "Price of a Lie"                    | 13 settembre 2016 | 11 ottobre 2016   |
| 45 | "The Riko Special"                  | 20 settembre 2016 | 18 ottobre 2016   |
| 46 | "Bye Bye Terrace House in the City" | 27 settembre 2016 | 25 ottobre 2016   |